# 埃曼努埃爾·卡西奥内
埃曼努埃爾·卡西奥内（義大利語：Emmanuel Cascione；1983年9月22日—）是一位意大利足球運動員。在場上的位置是中場。他現在效力於意大利足球甲級聯賽球隊切塞納足球俱樂部。